# Elachisinidae
Famille
Les Elachisinidae sont une famille de mollusques gastéropodes de l'ordre des Littorinimorpha. 

## Liste des genres
Selon World Register of Marine Species (5 avril 2021) :
- genre † Cirsope Cossmann, 1888
- genre Dolicrossea Iredale, 1924
- genre Elachisina Dall, 1918
- genre † Entomope Cossmann, 1888
- genre † Lacunella Deshayes, 1861
- genre Laeviphitus van Aartsen, Bogi & Giusti, 1989
- genre † Pseudocirsope O. Boettger, 1907